# Pasarón (Epiro)

Mapa con la ubicación aproximada de algunas de las principales ciudades del antiguo Epiro donde se aprecia la situación de Pasarón, al norte de Dodona.

Pasarón (en griego, Πασσαρών) fue una antigua ciudad griega en la región de Epiro.
Plutarco la menciona como un territorio de la Molótide donde los reyes de Epiro hacían sacrificios a Zeus y juraban que reinarían respetando las leyes y los habitantes a su vez juraban por las mismas leyes que respetarían el reino.
Tito Livio dice que, cuando el ejército romano al mando de Lucio Anicio Galo marchó contra las ciudades de Epiro en el 167 a. C., tras la tercera guerra macedónica, la ciudad de Pasarón fue junto con Fílace, Hórreo y Tecmón, una de las que no se rindieron. Los magistrados de la ciudad, Antínoo y Teódoto, apoyaban a Perseo de Macedonia y habían sido los responsables de la rebelión contra los romanos, tratando de convencer a sus habitantes de que era mejor la muerte que la esclavitud. Sin embargo luego un noble de la ciudad convenció a los habitantes de que era preferible abrir las puertas y la ciudad de Pasarón se rindió tras la muerte de los dos magistrados.
Se localiza en una colina cerca de la actual Gardiki.